# ليز بالدوين
ليز بالدوين هي ممثلة كندية، ولدت في 26 مايو 1970 في كندا.

## وصلات خارجية
- ليز بالدوين على موقع IMDb (الإنجليزية)